# Black Beauty (Lana Del Rey)
Black Beauty è un singolo della cantautrice statunitense Lana Del Rey, il quinto estratto dal terzo album in studio Ultraviolence e pubblicato il 21 novembre 2014.

## Descrizione
Il testo e la musica di Black Beauty sono stati scritti da Lana Del Rey e Rick Nowels, mentre la produzione è stata gestita da Paul Epworth. Inizialmente era una canzone registrata per l'album Born To Die e poi scartata, in seguito la traccia trapelò in rete e si decise di registrarla una seconda volta e inserirla in Ultraviolence.

## Accoglienza
Bradley Stern di MuuMuse ha paragonato la canzone della Del Rey al singolo del 2012 Ride, definendolo "una traccia incredibilmente stupenda" e "una delle canzoni più epiche di Lana".

## Formazione
- Lana Del Rey – voce
- Ed Harcourt – pianoforte
- Tom Herbert – basso elettrico
- Nikolaj Torp Larsen – organo, mellotron
- Rick Nowels – piano
- Pablo Tato – chitarra
- Leo Taylor – batteria
- John Davis – masterizzazione
- Paul Epworth – produzione
- Kieron Wenzies – ingegnere
- Rick Nowels – produzione
- Robert Orton – missaggio
- Matt Wiggins – ingegnere

## Classifiche
| Classifica (2014) | Posizione massima |
| ----------------- | ----------------- |
| Regno Unito       | 179               |